# Idegran
Idegran (Taxus baccata), även känd som vanlig idegran eller europeisk idegran, är en barrväxt i släktet idegranar som ofta odlas som prydnadsbuske, men som också växer vilt i vissa delar av Sverige.

## Utbredning
Idegranens utbredningsområde omfattar västra, centrala och södra Europa, nordvästra Afrika, Kaukasus, Mindre Asien och norra Iran. Arten växer i låglandet och i bergstrakter upp till 2500 meter över havet.
I Sverige är Taxus baccata härdig längs östkusten upp till ungefär Gävle. Det nordligast kända exemplaret finns i Valbo. Större bestånd finns på Öland och Gotland samt lite längre in i inlandet i Dalsland. Det finns också ett fåtal populationer längs västkusten och vid Vättern, som utgör så kallade bronsåldersrudiment, det vill säga små isolerade populationer som levt kvar sedan den varmare bronsåldern. Den trivs bäst i kusttrakter, men inte i utsatta lägen i utpräglat marin miljö. Idegranen är Gotlands landskapsträd.
I Finland finns idegran naturligt endast på Åland. 

### Historisk utbredning
Omkring 7 500 f. Kr. hade inlandsisen dragit sig tillbaka från södra delen av landet. Idegranen gjorde då entré i Götaland och spred sig upp genom landet. Under den atlantiska värmeperioden nådde den upp till södra Dalarna och sydöstra Norrland. När sedan klimatet blev kallare tvingades den tillbaka söderut.

## Allmänna egenskaper
Idegran växer långsamt. Den långsamma växten kompenseras i viss mån av ett långt liv. Stammen på världens största kända idegran har en diameter på 4 meter. Man anser att det krävs bortåt 2 000 år eller kanske mer för att uppnå denna storlek. Gamla träd har ofta ihålig stam varför åldersbestämning genom räkning av årsringar fungerar dåligt. Åldersuppskattningarna blir därför osäkra, men man anser sig ändå kunna fastslå att idegran är det träd som i Europa blir äldst av alla.
Svenska idegranars grovlek överstiger vanligen inte diametrar omkring 30 cm, men en rekordnotering på 3,5 m omkrets (motsvarar ungefär 111 cm diameter) finns från Skåne.
Som odlad kan idegranen förökas med frösådd eller genom sticklingar. Den lämpar sig väl för häckar och tål att tuktas hårt och bildar då nya skott.

Tuktat
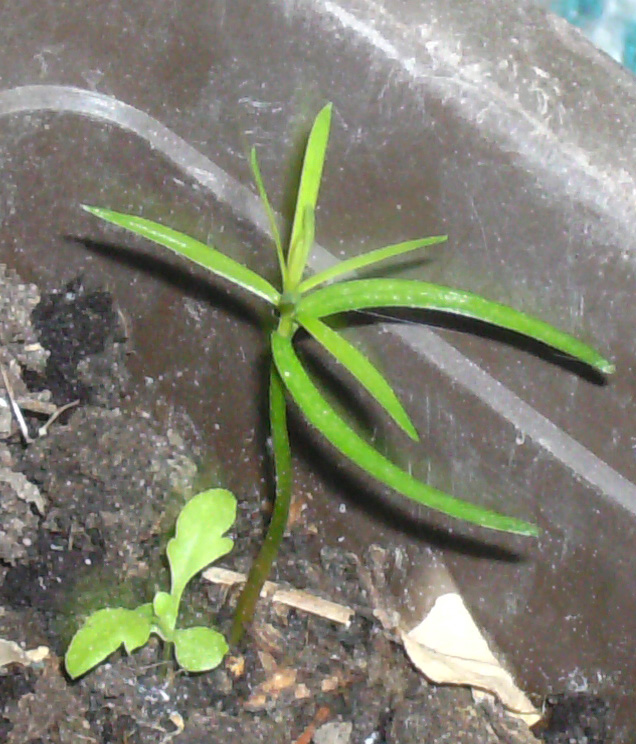
Frösådd planta Några veckor gammal
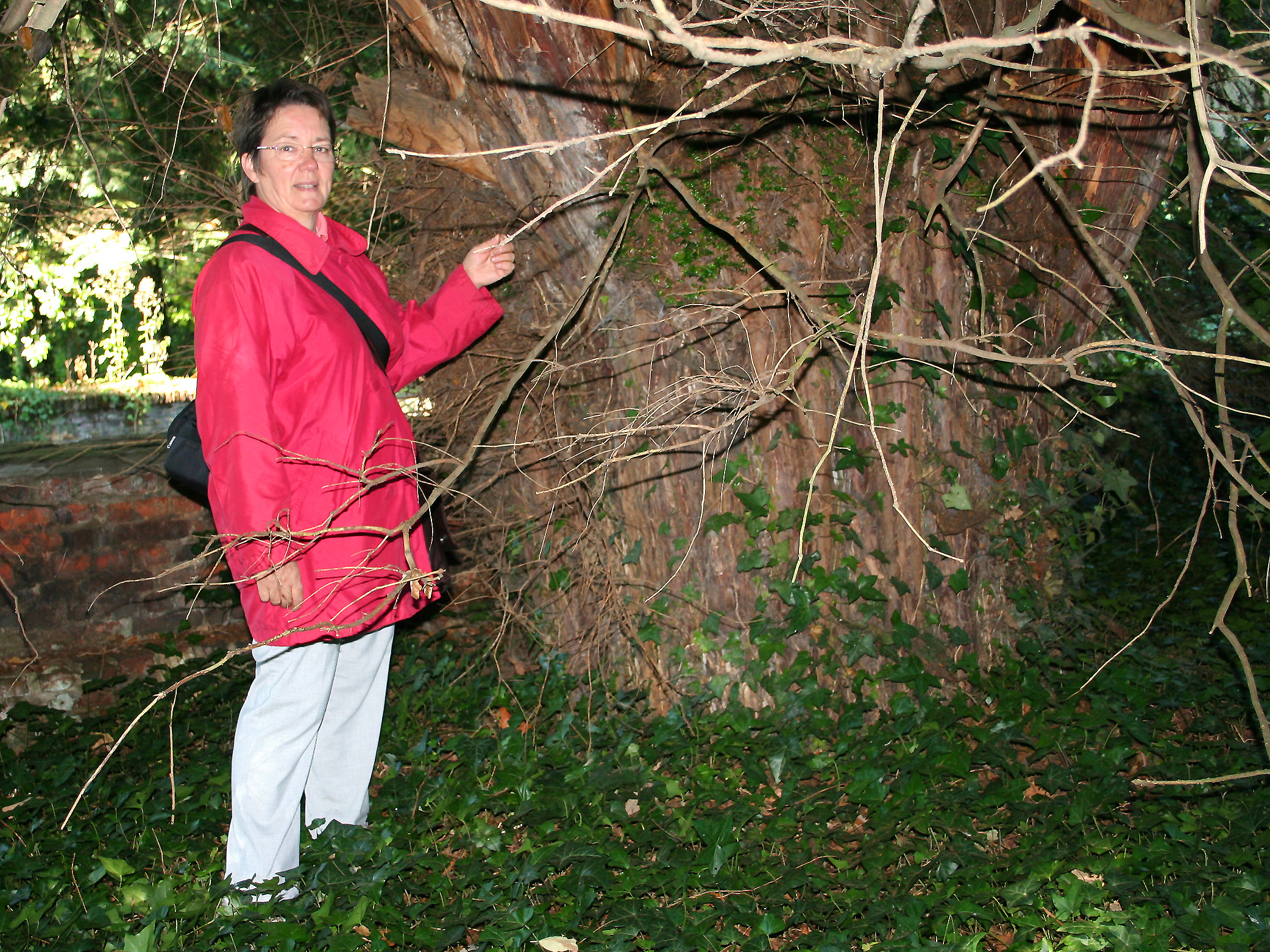
Denna idegran planterades 1688. 2008 var omkretsen 5,33 m i brösthöjd. Trädet står i slottsparken Robiano i Braine‑le‑Château, Belgien
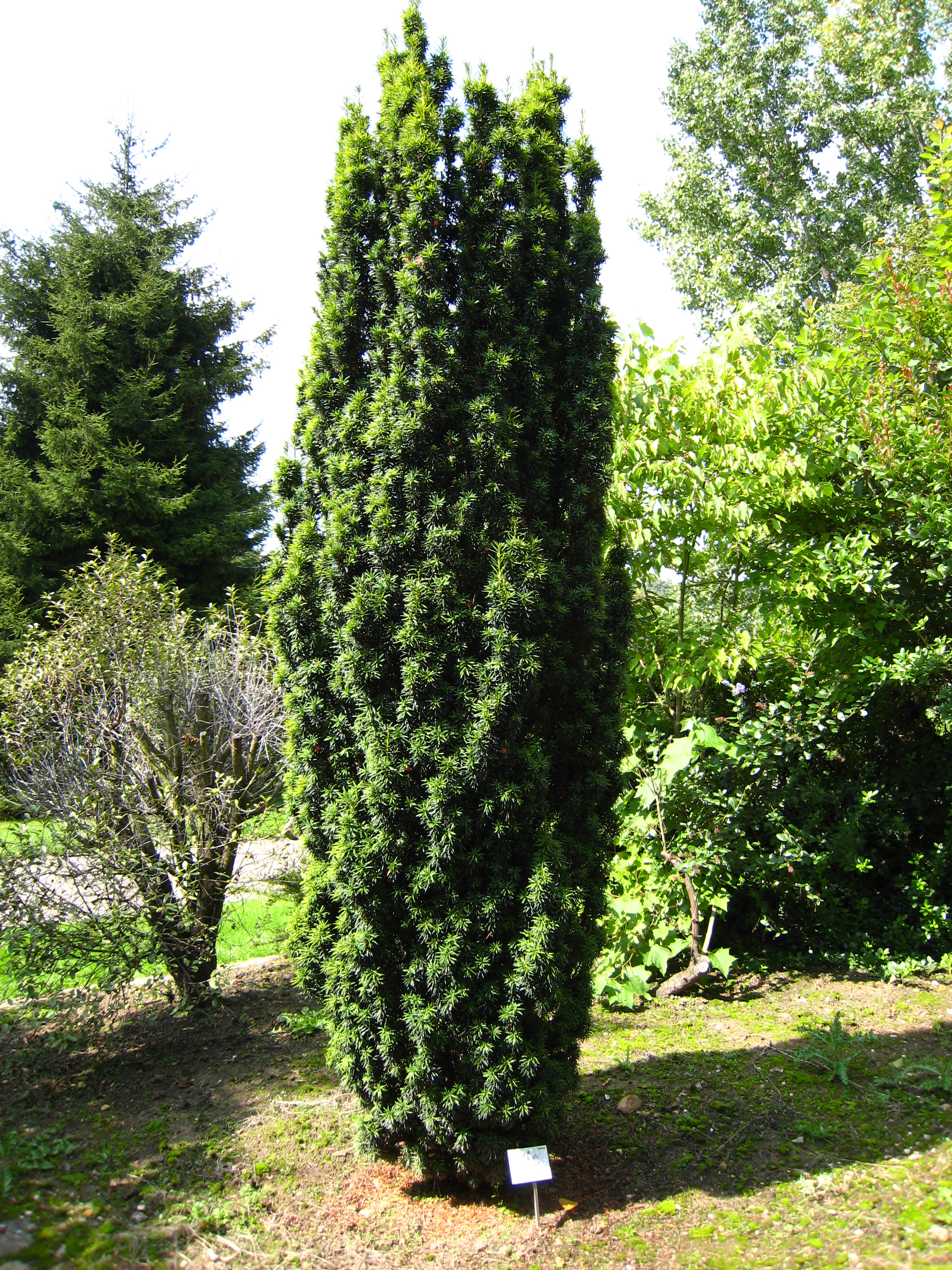
Botaniska trädgården i Chèvreloup,  Rocquencourt.
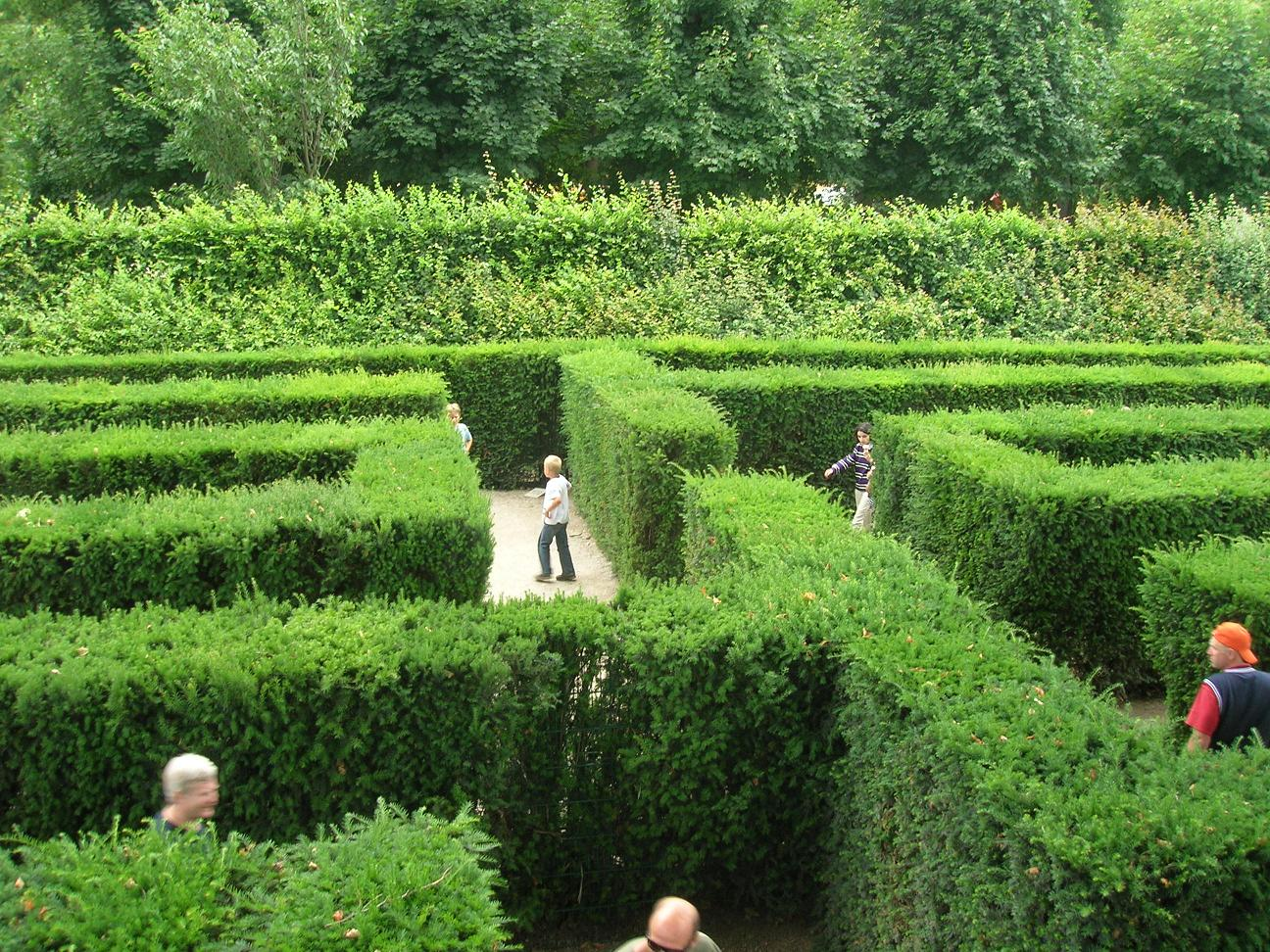
Labyrint i Schönbrunn.
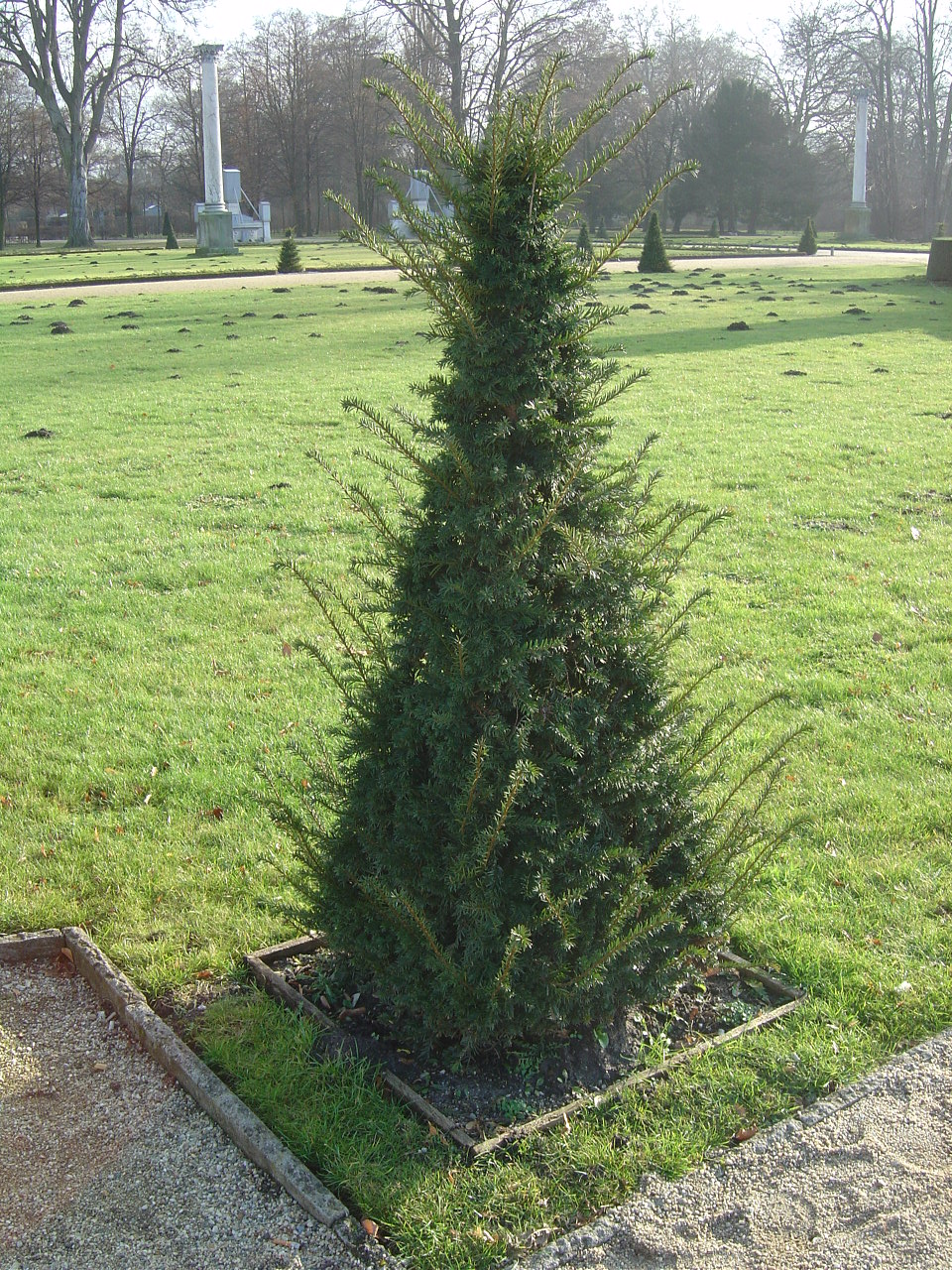
I väntan på trädgårdsmästaren.
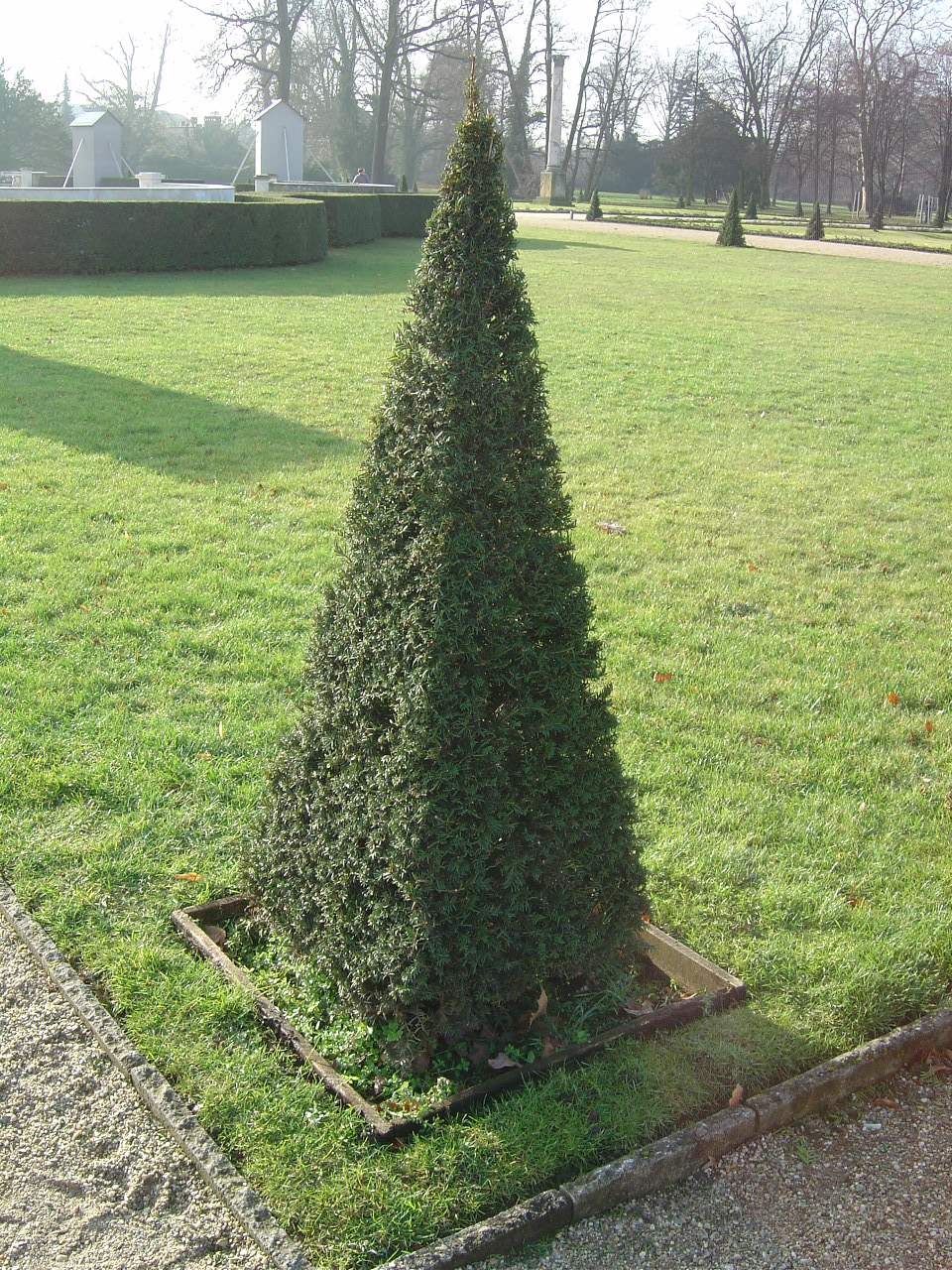
Färdigklippt

## Den svenska idegranen
Den enda art i släktet idegranar som är vildväxande i Sverige är Taxus baccata, ett litet till medelstort träd vars blad (barr) är gröna året om. Det blir 10 – 20 meter högt. Barken är tunn, mjuk, brun och fjällig. Barren är lansettlika, platta och mörkt gröna; ovansidan av barren är glansiga medan undersidan är matt. De blir 1 – 4 cm långa och 2 – 3 mm breda. De sitter arrangerade i spiraler runt kvisten. Barren är vridna så att de bildar två plan, ett på vardera sidan om kvisten. Därför är spiralmönstret tydligt endast på färska vertikala skott.
Idegranen är oftast tvåbyggare, d.v.s. hanblommor och honblommor växer på skilda individer, men enstaka exemplar kan påträffas som är sambyggare (tvåkönade). Gamla enkönade träd kan sällsynt övergå till att bli tvåkönade.
Honkotten är märkligt utformad så att den närmast liknar ett bär (och är egentligen en arillus). Varje kotte innehåller ett enda frö som är 4 – 7 mm långt och delvis omgivet av ett fröhylle, som är ett modifierat fjäll, s.k. arillus,  som utvecklas till en mjuk, skarpt röd bärliknande form som är 8 – 15 mm på både bredden och längden och har en öppning i änden. Dessa mognar 6—9 månader efter pollineringen. Honkotten/bäret behöver 2 år för att mogna, och fröna behöver 2 – 3 månader för att gro.

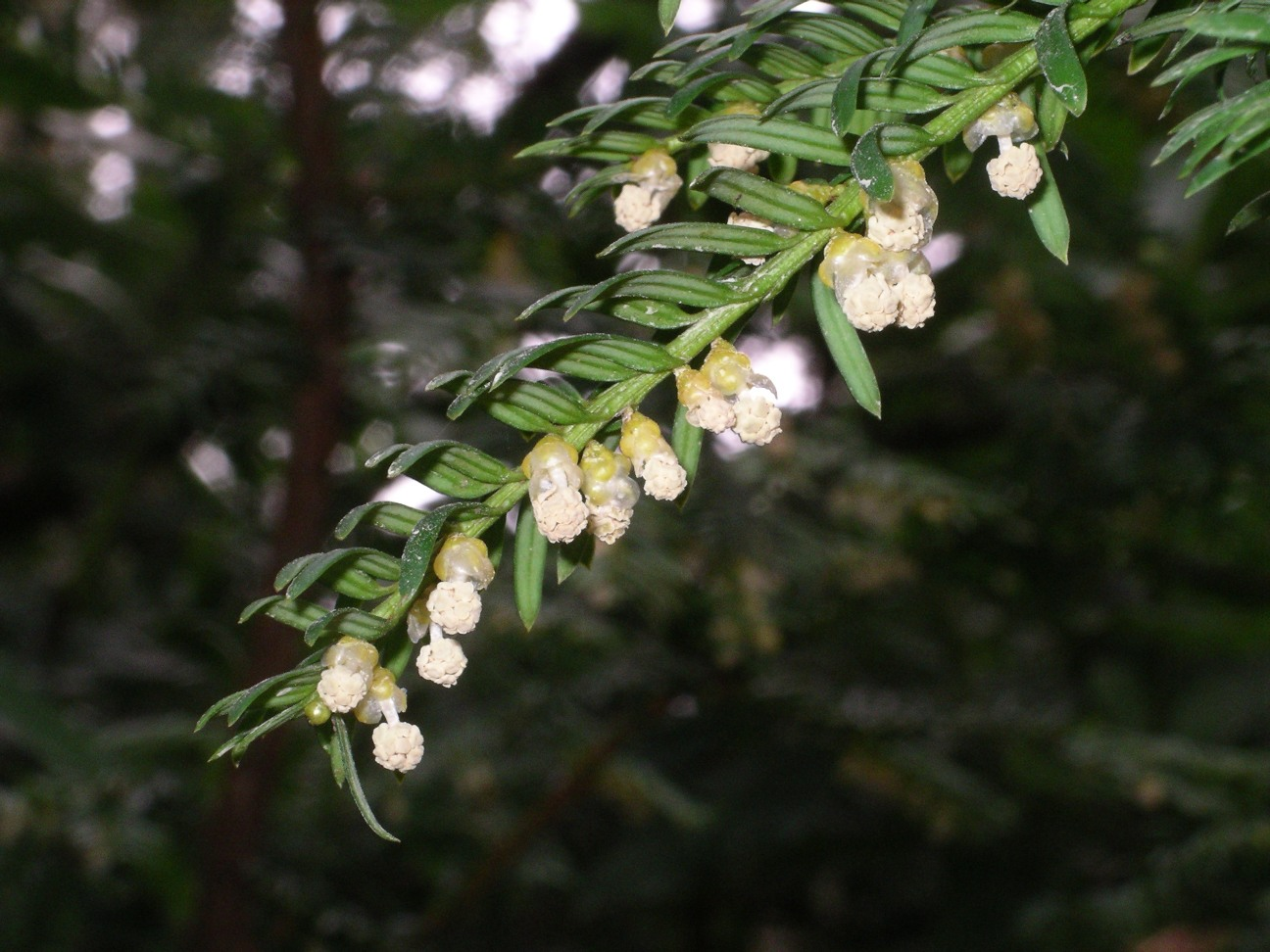
Hankottar
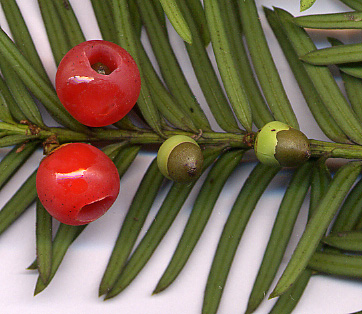
Honkottar Till vänster två mogna honkottar Till höger två omogna frökottar.
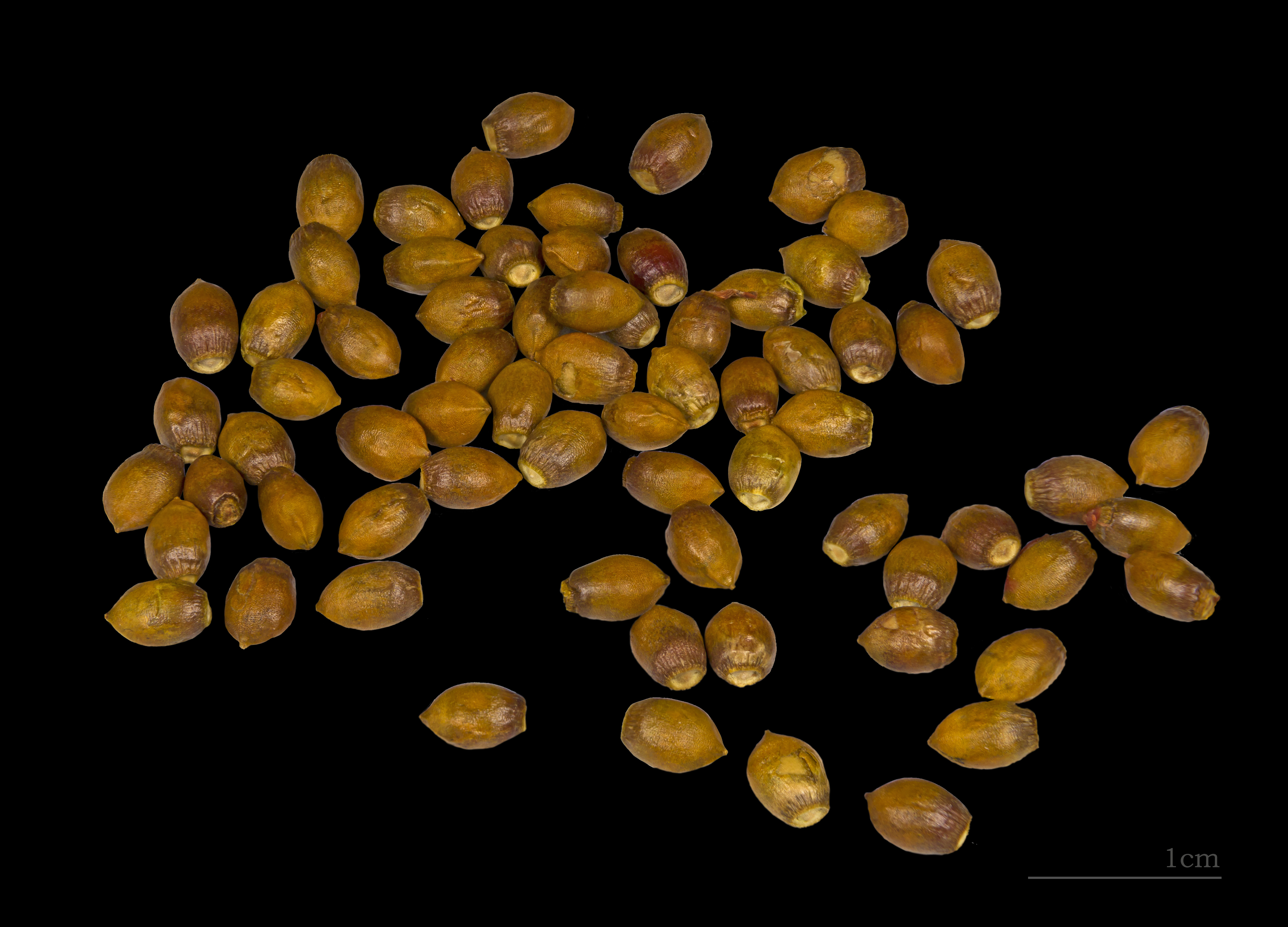
Frön

Hankottarna är sfäriska till formen, med en diameter på 3 – 6 mm. Deras pollen sprids med vinden tidigt på våren.

## Fridlysning
Idegran är fridlyst i följande län:
- Uppsala län
- Södermanlands län
- Blekinge län
- Skåne län
- Hallands län
- Västra Götalands län
- Värmlands län
- Örebro län
- Gävleborgs län

## Ekologi
Idegranen hittas ibland vid halvskuggiga ställen i bokskogar men där når den inte sin fulla storlek. Exemplar som är fullt utvecklade har ingen annan växtlighet under sig.

## Status
På grund av intensivt bruk blev idegranen före 1800-talet sällsynt i delar av utbredningsområdet. Genom förbättrad skötsel har populationen återhämtat sig och arten blev återintroducerad i regioner där den ursprungligen fanns. Idegranen hittas i flera naturskyddsområden och lokala skyddsföreningar ser till att gamla träd bevaras. IUCN listar arten som livskraftig (LC).

## Dialektalanamn
| Namn     | Trakt            | Förklaring                                                                         | Referens |
| -------- | ---------------- | ---------------------------------------------------------------------------------- | -------- |
| Barlind  | Västergötland    |                                                                                    | [ 7 ]    |
| Barrlind | Bohuslän         | Arv från den tid Bohuslän ingick i Norge. Idegran heter nämligen barlind på norska |          |
| Barrlind | Värmland Dalarna | Ortnamn som Barlingshult, Barlindemyren och Barlinda myr förekommer                |          |
| Balind   | Bohuslän         |                                                                                    | [ 7 ]    |

Varianter på dessa namn är bärlind och Balders lind samt förkortat enbart id.
Benämningen barrlind kommer av att idegran liksom lind har ett användbart skikt bast mellan barken och den egentliga veden. Idegransbast användes i gamla tider för repslagning.

## Användning

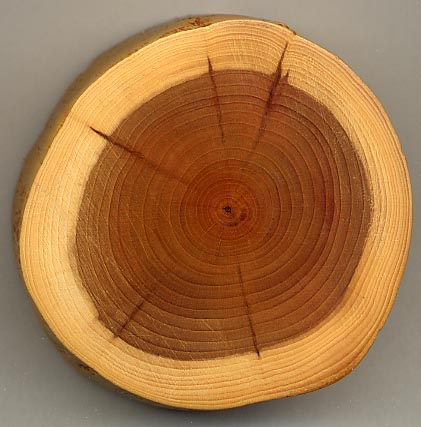
Tvärsnitt av stam eller gren
5 smala, mörkbruna linjer tvärs de 27 årsringarna är märgstrålar, inte sprickor

Idegran är ett eftertraktat virke för finare snickeri. Det är hårt och starkt och kan poleras till en vacker yta. I svartpolerat skick har virket kallats ebenholts, en förvrängning av Eibenholz = idegranträ (Eibe är det tyska namnet på idegran).
Avkok på barren kan användas till insektsbekämpning.
Tidigare användes idegran med sina röda bär mycket inom blomsterhandeln för bindning av kransar, vilket tärt hårt på idegransbeståndet.
Enligt arkeologiska rekonstruktioner anser man att man vid vikingatiden och ännu längre tillbaka tillverkade pilbågar av idegran. Idegran var även det mest använda träslaget för medeltidens engelska långbågar, vilket ledde till massiv avverkning i England.[källa behövs]
Ur idegranens barr utvinns docetaxel, ett kemoterapeutiskt läkemedel i gruppen taxaner. Taxanerna förhindrar nedbrytningen av cellernas mikrotubuli som behövs för celldelningen och inducerar därmed apoptos. Den första taxanen som hittades var paklitaxel, den hittades i den nordamerikanska idegranen (Taxus brevifolia). Då detta träd är utrotningshotat letade man efter alternativ och fann då att docetaxel finns i den europeiska idegranen (Taxus baccata). Idag produceras även paklitaxel från den europeiska idegranen, via en kemisk process. Paklitaxel används mot bland annat äggstockscancer, bröstcancer, lungcancer och bukspottkörtelcancer. Docetaxel används mot bland annat bröstcancer, magsäckscancer, prostatacancer och lungcancer.

## Giftighet
Hela trädet och dess frukter är giftiga, dock inte själva fruktköttet, utan endast fröna i frukten.
Om ett barn äter mer än fem bär bör enligt Giftinformationscentralen åtgärder vidtas för kontroll av hälsorisk. Giftigheten anses komma från alkaloiden taxin, men idegranen innehåller också andra giftiga ämnen.
Det händer att hästar och kor äter barren, vilket kan ge dödlig utgång. Hästar är mest känsliga, och sjukdomsförloppet är mycket snabbt. Svin tycks mindre känsliga. Att ett enda barr skulle räcka för att göra djur sjuka är dock ett överdrivet rykte.  
Hjortdjur och hardjur tål att äta idegran. Det förefaller rentav som om rådjur skulle tåla att beta unga idegranplantor och rådjur blir då ett hot mot planteringar. 
På grund av denna giftighet försökte man förr utrota idegran, som växte intill beteshagar. Nu är den fridlyst i  10 län. Den åtnjuter dessutom särskilt skydd genom flera naturreservat.
Trots giftigheten äts kottarna inklusive fröet gärna av trastar och andra fåglar. De hårda fröna klarar sig oftast oskadda genom fågelns matsmältningskanal, så att fågeln inte förgiftas. Idegranen kan på detta sätt bli spridd vida omkring, och det finns tecken på att fröets passage genom fågeln skulle vara befrämjande för grobarheten.
Även människor kan finna frukterna välsmakande och kan äta dem utan problem under förutsättning att fröna (kärnorna) spottas ut oskadade. Skulle man råka bita itu en kärna känner man genast en brännande smak och bör omedelbart spotta ut det man har i munnen. Vissa besvär kan uppstå.

## I fornnordisk mytologi
Guden Ull bor i en idegranslund som hette Ydalir, vilket betyder Idegranlund eller Idegransdalarna. Ull tillbads inför vinterns pilbågsjakt på skidor. Idegran är ett segt och starkt träslag, och användes med fördel vid framställandet av föremål som pilbågar.
Idegransrunan, Eihwaz, är intimt förknippad med denna nuförtiden relativt sällsynta växt. I förkristen tid var idegranen emellertid betydligt vanligare. I sin bredare betydelse representerar denna runa cykeln mellan liv och död, och det tålmodiga stilla växandet. Eihwaz representerar även världsträdet Yggdrasil, och det finns flera teorier om att Yggdrasil i själva verket inte är ett askträd, utan en idegran. Det träd som en gång stod i Uppsala och var ställföreträdare för Yggdrasil är omskrivet som grönt året om, vilket förstås skulle passa in på bland annat en idegran.